# Makoto Miura
Makoto Miura (* 1949 in Gojōme, Akita, Japan) ist ein japanisch-österreichischer Bildhauer und Hochschullehrer.

## Leben und Wirken
Miura kam nach Absolvierung einer technischen Ausbildung zunächst im Zuge einer Reise 1970 bis 1973 nach Europa und erhielt 1985 die österreichische Staatsbürgerschaft.
Der Künstler studierte von 1974 bis 1979 Bildhauerei bei Erwin Reiter an der Universität für künstlerische und industrielle Gestaltung Linz und unterrichtet dort seit 1994 in der Meisterklasse Bildhauerei.
Seine bevorzugten Materialien sind Bronze, Holz und Stahl. Charakteristisch an seinen Arbeiten sind begehbare Innenräume, die sich mit Außenräumen verzahnen.

## Werke (Auswahl)

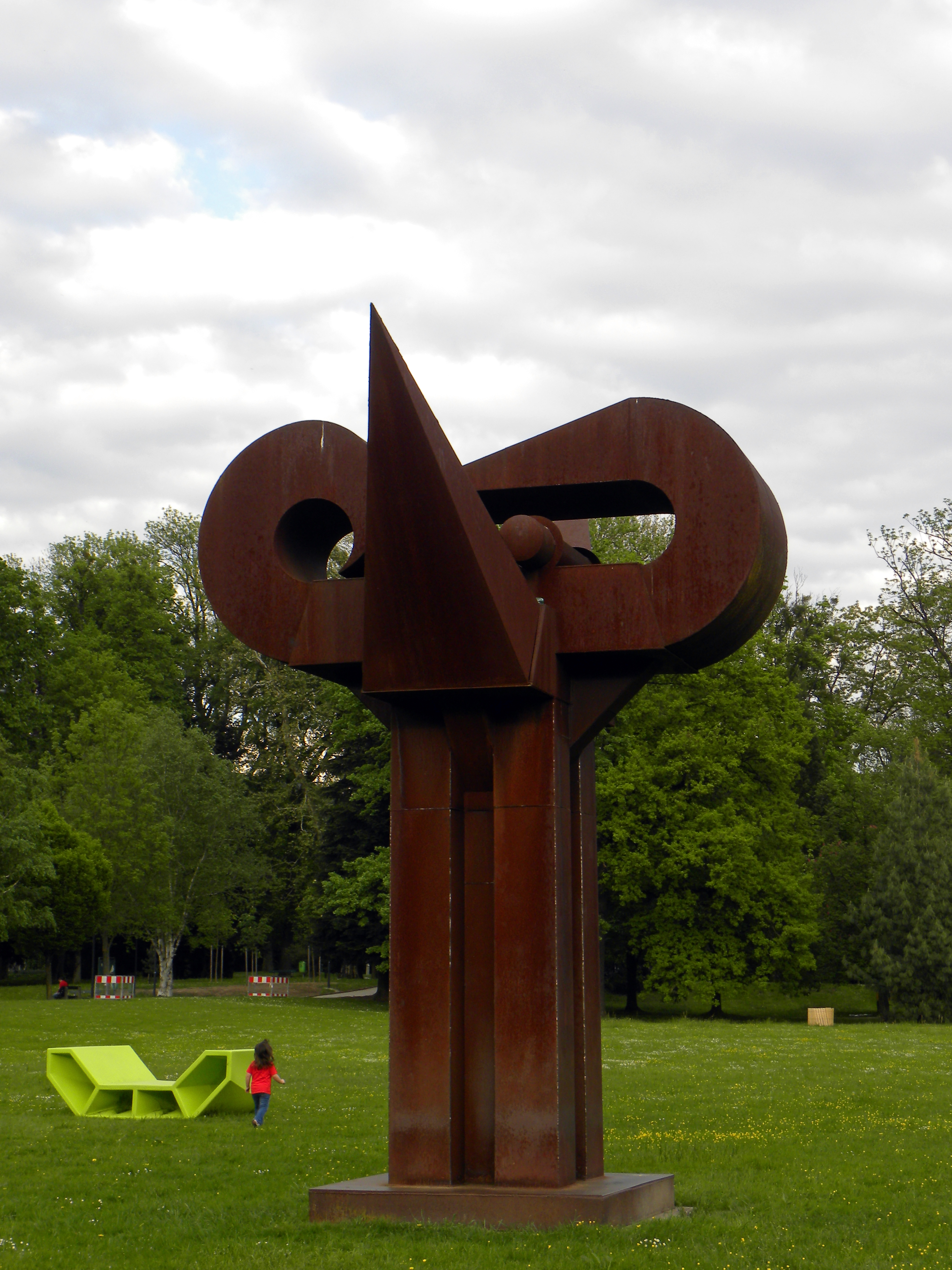
Metallobjekt „Gigant“, Johannes Kepler Universität Linz, 1993

Eine Reihe von Werken Miuras befinden sich im öffentlichen Raum:
- Fotosammlung von Werken des Künstlers Makoto Miura. In: Webpräsenz der Kunstuniversität Linz
- Skulptur vor dem Schulzentrum Harter Plateau, 1980
- Gigant, Metallplastik für die Kepler Universität, 1993
- Skulpturenpark Neufelden HTL, 1997,
- Skulpturenpark Gallneukirchen, 1998
- Wasserelement Linse, Gemeindeplatz von Seewalchen, 1998/1999

## Ausstellungen
Miura präsentiert seine Werke immer wieder im Rahmen von Ausstellungen und Symposien im In- und Ausland.

## Publikationen
- Meisterklasse Bildhauerei, Linz, 2001